# Romance (álbum de Camila Cabello)
Romance é o segundo álbum de estúdio da cantora e compositora cubana-mexicana e americana Camila Cabello, lançado em 6 de dezembro de 2019 através da Epic Records e Syco Music. O disco foi desenvolvido e gravada entre novembro de 2018 a outubro de 2019 e foi produzido por Frank Dukes, Louis Bell, the Monsters and the Strangerz, John Hill, Andrew Watt, Finneas, entre outros. Musicalmente, é um disco pop que contém R&B, pop latino e influências do rock.
Romance foi procedido por seis singles: os singles duplos "Liar" (que alcançou o número 52 na Billboard Hot 100 dos EUA) e "Shameless" (que atingiu o número 60 na mesma parada), "Cry for Me", "Easy", "Living Proof", "My Oh My"(com o rapper norte-americano DaBaby) e "First Man". O álbum também incluí o single número um da Hot 100 dos EUA "Señorita", dueto de Cabello com o cantor canadense Shawn Mendes, da edição deluxe do terceiro álbum de estúdio autointitulado de Mendes (2019).
Romance recebeu críticas geralmente positivas dos críticos de música e estreou em primeiro lugar no Canadá, número três nos EUA, e no top 10 em vários outros países. Para promover o álbum, Cabello embarcara na The Romance Tour, começando pela Europa e depois pela América do Norte. O álbum recebeu certificado de platina pela Recording Industry Association of America (RIAA).

## Antecedentes
Após o lançamento do álbum de estreia de Cabello, Camila (2018), Brian Lee e Louis Bell disseram à MTV News que eles já estavam olhando para o próximo projeto.  Em 1º de setembro de 2019, Cabello postou um teaser em seu Instagram, revelando o nome do álbum. A primeira parcela estava prevista para ser revelada em 5 de setembro, quando “Liar” e “Shameless” foram lançadas. Em 31 de outubro de 2019, ela anunciou que o álbum já estava finalizado.. Em 26 de novembro de 2019, o álbum foi vazado ilegalmente na internet. O álbum foi lançado em 6 de dezembro de 2019.

## Singles
O dueto de Cabello com Shawn Mendes, "Señorita", foi lançada como single pela Island Records em 21 de junho de 2019. Originalmente, o single foi incluído na edição de luxo do terceiro álbum de estúdio auto-intitulado de Mendes, e também foi incluído em Romance, mas não como single original deste último.
"Liar" e "Shameless" foram lançados em 5 de setembro de 2019, como os primeiros singles do álbum. "Shameless" alcançou o número 60 e "Liar" o número 52 na Billboard Hot 100. Ambas as músicas receberam um videoclipe. O filme "Shameless", dirigido por Henry Schofield, acompanhou o lançamento das músicas e o vídeo de "Liar" foi lançado uma semana depois e foi dirigido por Dave Meyers.  Cabello apresentou "Liar" no The Graham Norton Show em 25 de outubro de 2019.
"Cry for Me" e "Easy" foram lançados como singles nos dias 4 e 11 de outubro de 2019, respectivamente. Cabello tocou as músicas no Saturday Night Live em 12 de outubro de 2019.  "Easy" alcançou o número 10 e "Cry for Me" o número 15 na parada de singles Bubbling Under Hot 100 da Billboard.
Em 15 de novembro de 2019, Romance foi disponibilizado para pré-encomendas e o quinto single "Living Proof" foi lançado.  A música foi promovida com várias apresentações ao vivo, incluindo no American Music Awards de 2019, The Tonight Show, estrelado por Jimmy Fallon e no The Ellen DeGeneres Show. A música recebeu um videoclipe dirigido por Alan Ferguson, que foi lançado antes de sua performance no American Music Awards.
Em 12 de dezembro de 2019, Cabello apresentou a música "My Oh My" com DaBaby no The Tonight Show, estrelado por Jimmy Fallon. A canção foi o sexto single de Romance e seu lançamento oficial como single ocorreu em 6 de janeiro de 2020. A música alcançou a posição 12 no Billboard Hot 100 na lista da parada divulgada em 21/04/2020. 

## Analise da crítica
| Críticas profissionais | Críticas profissionais |
| Pontuações agregadas   | Pontuações agregadas   |
| Fonte                  | Avaliação              |
| ---------------------- | ---------------------- |
| Metacritic             | 71/100                 |
| Avaliações da crítica  |                        |
| Fonte                  | Avaliação              |
| AllMusic               | [ 29 ]                 |
| Exclaim!               | 6/10                   |
| The Guardian           | [ 31 ]                 |
| The Independent        | [ 32 ]                 |
| NME                    | [ 33 ]                 |
| The Observer           | [ 34 ]                 |
| Rolling Stone          | [ 35 ]                 |
| The Telegraph          | [ 36 ]                 |
| The Times              | [ 37 ]                 |
| Variety                | 85/100                 |
| Idolator (website)     | [ 39 ]                 |

Romance foi recebido com críticas positivas. O Metacritic, que atribui uma classificação normalizada de 100 a críticas de publicações populares, o álbum recebeu uma pontuação média ponderada de 71 com base em 12 críticas, indicando "críticas em sua maioria favoráveis".
Matt Collar, da AllMusic, disse que no álbum "Cabello se sente amado e vista por outra pessoa" e "tanto quanto ela se vê e se entende como artista". Chris Willman, da Variety, opinou que "Romance é um disco que" eleva o nível de artista, sem tentar avançar rapidamente na maturidade. Essas faixas finais a preparam, de qualquer maneira, para saltos maiores".
Em uma crítica mista, Hannah Mylrea, da NME, afirmou que o álbum "brilha durante esses momentos mais animados e divertidos", mas "é menos bem-sucedido quando Cabello tenta mostrar o lado do romance em que você está ficando louco ou duvidando de um relacionamento". Adam White, do The Independent, considerou o álbum uma "melhoria acentuada do que sua estréia em 2018", acrescentando que, embora nem tudo funcione no disco, "há um óbvio através da linha que liga a maioria dos suas trilhas".
Neil McCormick, do The Telegraph, criticou a "reciclagem" de músicas antigas e o uso excessivo de auto-tune no álbum, concluindo que Romance é "pop de ponta, mas ainda não possui o verdadeiro romance da música feita no coração". Alexis Petridis, do The Guardian, considerou as composições "mais ou menos" e questionou a produção, incluindo o uso "perturbador" da auto-tune", não como um efeito especial, mas como uma espécie de loção que repele todas as sílabas que passa os lábios de Cabello".
Ao escrever para a Pitchfork, Stefanie Fernández disse que o álbum "segue as mesmas dicas pop originais" de sua estréia e "imbui-os de uma visão sobre o amor tão universalizada que o desfoca". Fernández acha que o Romance "consegue faixas que capturam as minúcias fugazes do amor", mas a produção "inconsistente" e as músicas "superproduzidas" deixam "muito espaço onde Cabello é ofuscada".

## Turnê
Para divulgar o álbum, Cabello anunciou oficialmente a The Romance Tour em 13 de novembro de 2019. A turnê estava marcada para começar em maio de 2020, porém foi cancelada devido à Pandemia de COVID-19.

## Lista de faixas
Lista de faixas adaptadas do Apple Music.
| N.º            | Título                        | Compositor(es) | Produtor(es)                                        | Duração |  |
| 1.             | "Shameless"                   | Camila Cabello Alexandra Tamposi Andrew Wotman Jonathan Bellion Jordan Johnson Stefan Johnson                        | Watt The Monsters and the Strangerz                 | 3:39    |  |
| 2.             | "Living Proof"                | Cabello Tamposi Justin Tranter Mattias Larsson Robin Fredriksson                                                     | Mattman & Robin                                     | 3:14    |  |
| 3.             | "Should've Said It"           | Cabello Louis Bell Adam Feeney Nate Mercereau Eric Frederic Wotman Tamposi                                           | Frank Dukes Mercereau Ricky Reed Bell [m]           | 3:20    |  |
| 5.             | "Señorita" (com Shawn Mendes) | Mendes Cabello Charlotte Aitchison Tamposi Jack Patterson Wotman Benjamin Levin Magnus August Hoiberg                | Watt Benny Blanco Cashmere Cat                      | 3:11    |  |
| 6.             | "Liar"                        | Cabello Tamposi Wotman Bellion Johnson Johnson Jenny Berggren Jonas Berggren Malin Berggren Ulf Ekberg Lionel Richie | Watt The Monsters and the Strangerz Jon Bellion [a] | 3:27    |  |
| 7.             | "Bad Kind of Butterflies"     | Cabello Philip Constable Tamposi Lindsay Gilbert Crystal Nicole J. Johnson S. Johnson Oliver Peterhof                | DJ HardWerk The Monsters and Strangerz German       | 2:49    |  |
| 8.             | "Easy"                        | Cabello Tranter John Hill Adam Feeney Louis Bell Carter Lang Westen Weiss                                            | Frank Dukes Bell Lang Weiss Hill                    | 3:16    |  |
| 9.             | "Feel It Twice"               | Cabello Bell Feeney Tommy Paxton Beesley Matthew Tavares                                                             | Dukes Tavares                                       | 3:08    |  |
| 10.            | "Dream of You"                | Cabello Larsson Fredriksson Tranter                                                                                  | Mattman & Robin                                     | 3:42    |  |
| 11.            | "Cry for Me"                  | Cabello Ryan Tedder Feeney Bell                                                                                      | Dukes Bell Lang Weiss Hill                          | 3:09    |  |
| 12.            | "This Love"                   | Cabello Sam Roman Dayyon Alexander Drinkard Jeff Shum                                                                | Rush Hr RØMANS                                      | 3:40    |  |
| 13.            | "Used to This"                | Cabello Finneas O'Connell Amy Wadge                                                                                  | O'Connell [b] Bart Schoudel [v]                     | 3:30    |  |
| 14.            | "First Man"                   | Cabello Jordan Reynolds Wadge                                                                                        | O’Connell Reynolds                                  | 3:48    |  |
| Duração total: | Duração total:                | Duração total: | Duração total:                                      | 43:50   |  |

| Romance - faixa bônus da edição digital |                         |                                                                              |                |         |  |
| N.º                                     | Título                  | Compositor(es)                                                               | Produtor(es)   | Duração |  |
| 4.                                      | "My Oh My" (com DaBaby) | Cabello Jonathan Lyndale Kirk Bell Feeney Savan Kotecha Anthony Clemons, Jr. | Dukes Bell [m] | 2:50    |  |
| Duração total:                          | Duração total:          | Duração total:                                                               | Duração total: | 46:40   |  |

Notas
- ↑[a]  significa um produtor adicional
- ↑[m]  significa um produtor diverso
- ↑[b]  também significa um produtor vocal
- ↑[v]  significa um produtor vocal

## Desempenho comercial
Romance estreou no número três na Billboard 200 dos EUA em 21 de dezembro de 2019, com 86.000 unidades equivalentes a álbuns, incluindo 54.000 vendas de álbuns puros, 30.000 vendas equivalentes a stream (resultantes de 40,6 milhões de transmissões digitais) e 2.000 vendas equivalentes a cada faixa do álbum.

### Tabelas semanais
| Tabela musical (2019)                 | Melhor posição |
| ------------------------------------- | -------------- |
| Alemanha (Media Control Charts)       | 55             |
| Austrália (ARIA Charts)               | 6              |
| Bélgica (Ultratop 50 de Flandres)     | 16             |
| Bélgica (Ultratop 40 da Valônia)      | 58             |
| Canadá (Canadian Albums Chart)        | 1              |
| Dinamarca (Hitlisten)                 | 3              |
| Escócia (The Official Charts Company) | 22             |
| Espanha (PROMUSICAE)                  | 8              |
| Estados Unidos (Billboard 200)        | 3              |
| Estados Unidos (Rolling Stone 200)    | 2              |
| Estônia (Eesti Ekspress)              | 9              |
| Finlândia (IFPI Finlândia)            | 4              |
| Irlanda (IRMA)                        | 12             |
| Itália (FMI)                          | 44             |
| Japão (Billboard Japan)               | 33             |
| Japão (Oricon)                        | 35             |
| Letônia (LAIPA)                       | 10             |
| Noruega (VG-lista)                    | 17             |
| Nova Zelândia (NZ Top 40 Albums)      | 7              |
| Países Baixos (MegaCharts)            | 8              |
| Polônia (ZPAV)                        | 32             |
| Portugal (AFP)                        | 10             |
| Reino Unido (UK Albums Chart)         | 14             |
| Suécia (Sverigetopplistan)            | 39             |
| Suíça (Schweizer Hitparade)           | 19             |

| Região | Certificação | Vendas     |
| --- | ------------ | ---------- |
| Estados Unidos (RIAA) | Platina      | 1,000,000‡ |
| *vendas baseadas apenas na certificação ^distribuições baseadas apenas na certificação ‡vendas+valores de streaming baseados apenas na certificação |              |            |
| Brasil (Pró-Música Brasil) | Platina      | 40,000‡    |
| *vendas baseadas apenas na certificação ^distribuições baseadas apenas na certificação ‡vendas+valores de streaming baseados apenas na certificação |              |            |

## Histórico de lançamento
| País   | Data                    | Formato                                 | Gravadora(s) | Ref.                               |
| ------ | ----------------------- | --------------------------------------- | ------------ | ---------------------------------- |
| Vários | 6 de dezembro de 2019   | CD download digital transmissão digital | Epic Syco    | [ 71 ] [ 72 ]                      |
| Vários | 13 de dezembro de 2019  | CD (autografado)                        | Epic Syco    | [ 73 ]                             |
| Vários | 20 de janeiro de 2020   | cassette                                | Epic Syco    | [ 74 ]                             |
| Vários | 20 de janeiro de 2020   | CD (capas alternativas)                 | Epic Syco    | [ 75 ] [ 76 ] [ 77 ] [ 78 ] [ 79 ] |
| Vários | 14 de fevereiro de 2020 | vinil                                   | Epic Syco    | [ 80 ]                             |